# BMR-3
Le BMR-3 est un char de déminage russe conçu à partir du châssis du T-72.

## Description
Il est complété ou remplacé par le Prokhod-1, sur châssis du T-90 qui est un drone terrestre avec véhicule poste de commandement KamAZ-6350.
Le BMR-3M est une version améliorée basée sur un châssis de T-90. La tourelle a été enlevée et de nombreux sous systèmes ont été intégrés ; notamment un brouilleur pour désactiver les mines contrôlées à distance. Il dispose également d'un système pour déclencher les mines électromagnétiques.

## Galerie d'images

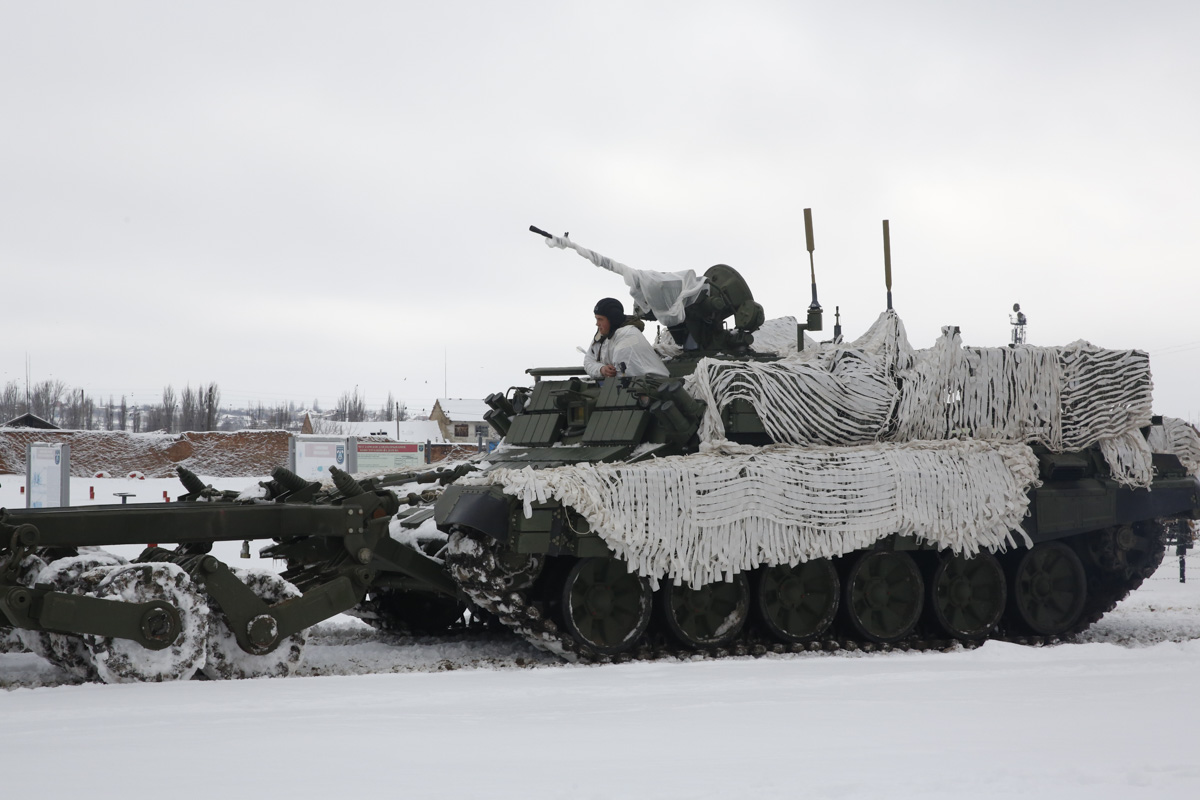
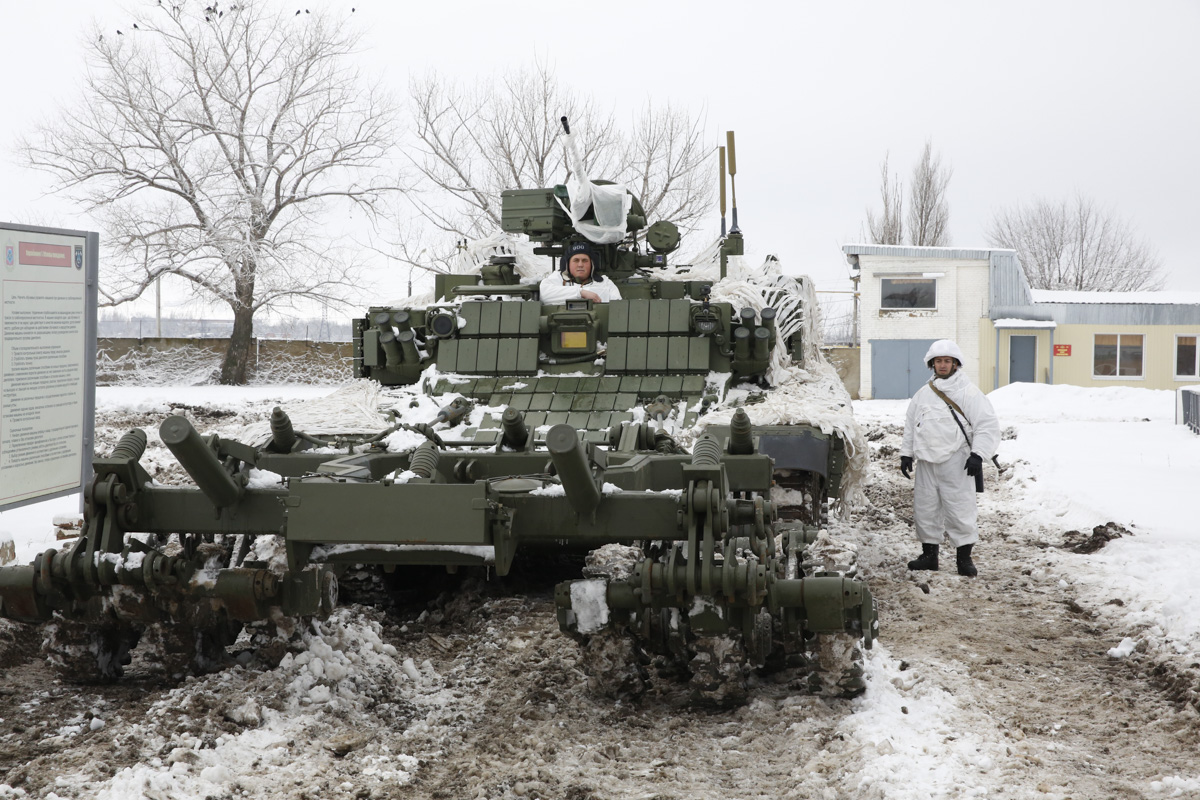
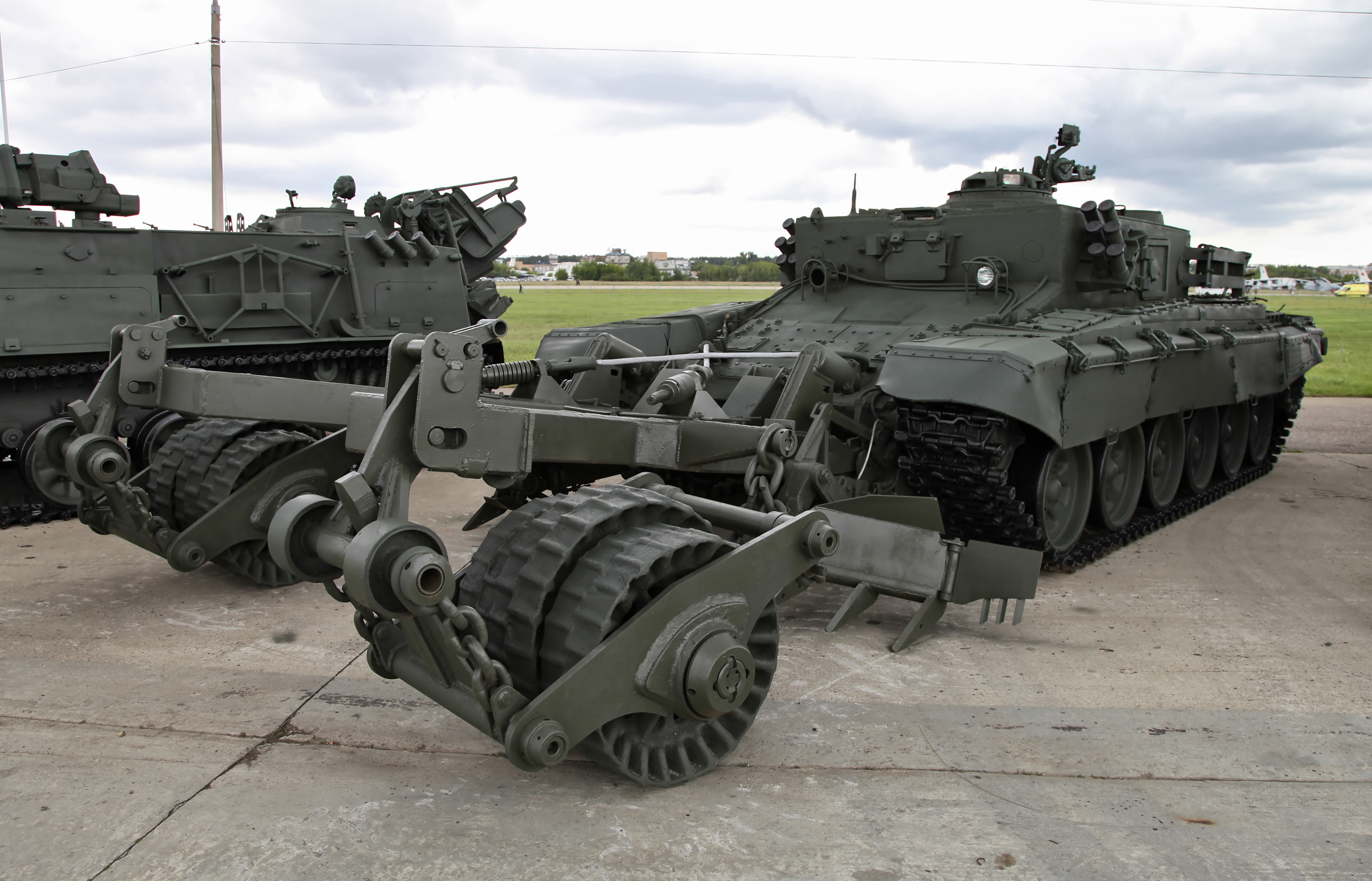
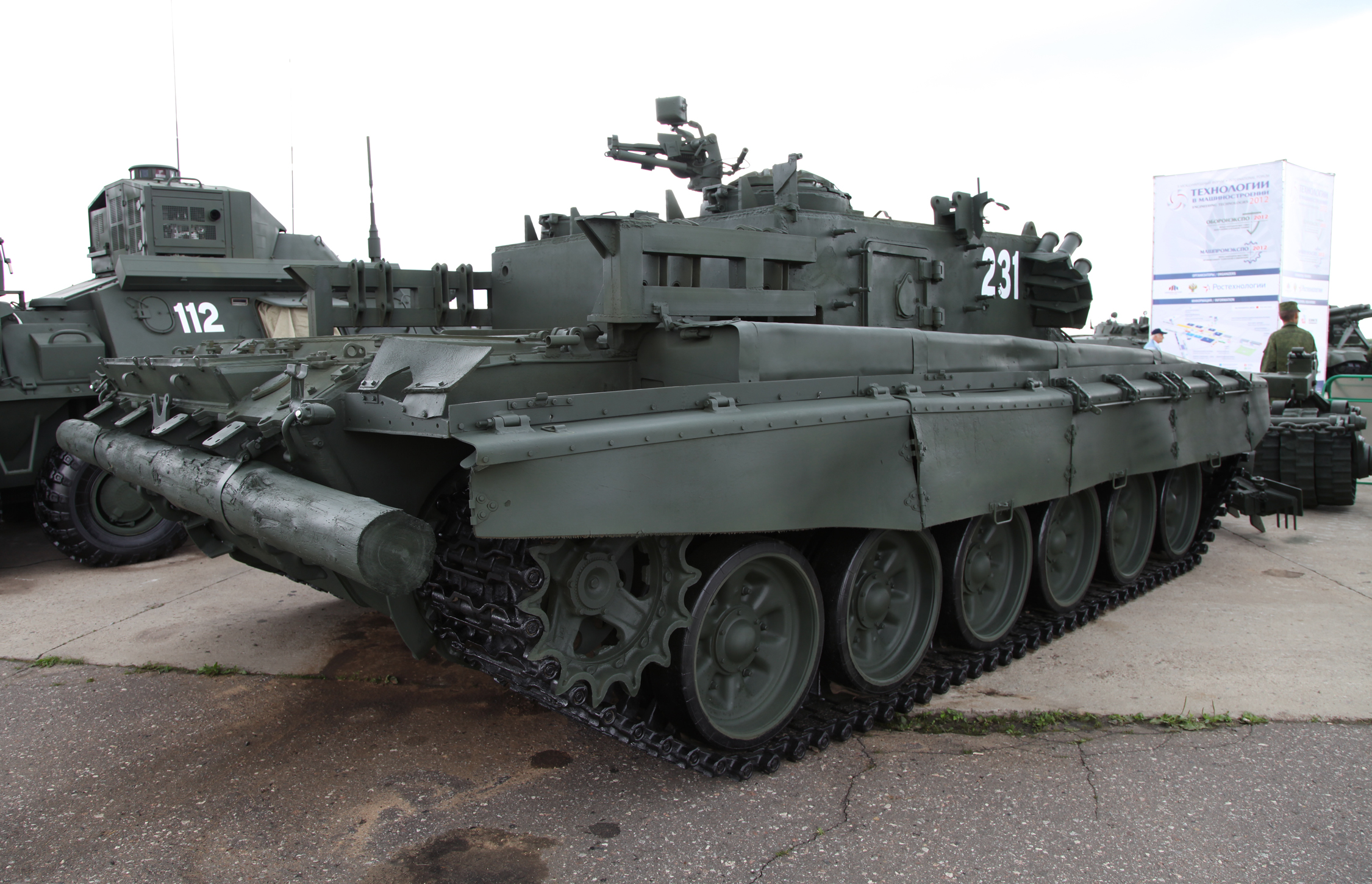
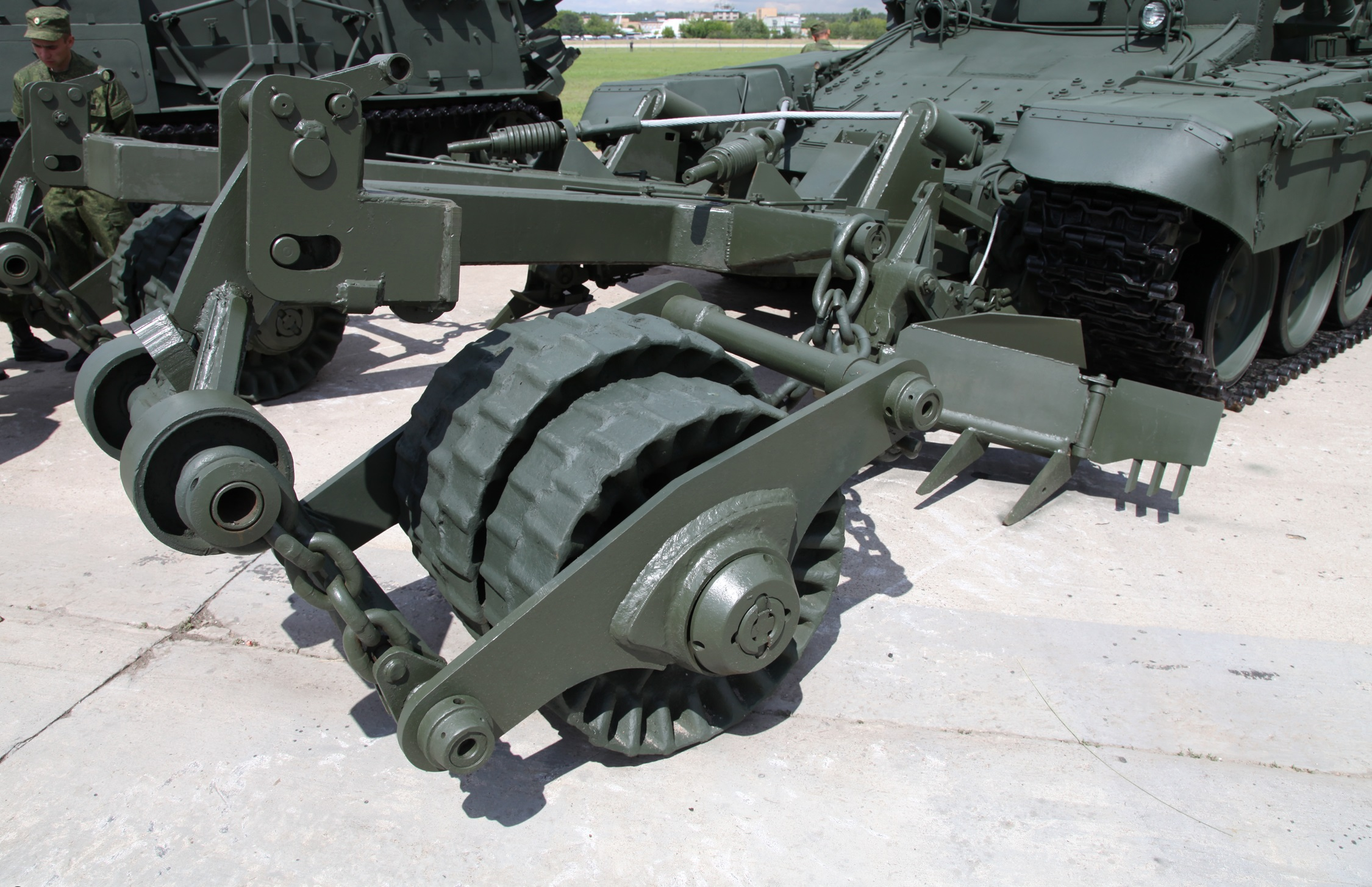

## Opérateur
- Russie